# Nguyễn Vân Chi
Nguyễn Vân Chi (sinh ngày 17 tháng 9 năm 1966), tại xã Hùng Tiến, huyện Nam Đàn, tỉnh Nghệ An, là một chính trị gia người Việt Nam. Bà là một trong 13 người trúng cử đại biểu Quốc hội khóa 14 tại đơn vị bầu cử tỉnh Nghệ An. Bà là Phu nhân Chủ tịch Quốc hội Việt Nam Vương Đình Huệ từ ngày 31 tháng 3 năm 2021 đến ngày 26 tháng 4 năm 2024.

## Tiểu sử

### Xuất thân
Nguyễn Vân Chi sinh ngày 17 tháng 9 năm 1966, quê quán ở xã Hùng Tiến, huyện Nam Đàn, tỉnh Nghệ An. Bà hiện cư trú ở Căn hộ B2712-01 Tòa nhà 88 Láng Hạ, Tổ dân phố 61, phường
Láng Hạ, quận Đống Đa, thành phố Hà Nội.

### Giáo dục
Trình độ giáo dục phổ thông của bà là 12/12. Bà du học ở Cộng hòa Séc, tốt nghiệp Đại học Kinh tế Praha - Cộng hòa Séc với chuyên ngành Thông tin kinh tế nội thương. Bà có bằng Thạc sĩ về Quản lý nhà nước, bằng Tiến sĩ Kinh tế và bằng Cao cấp lý luận chính trị.

## Sự nghiệp
Bà gia nhập Đảng Cộng sản Việt Nam vào ngày 30 tháng 3 năm 1999. Trước khi trở thành Đại biểu Quốc hội bà có hơn 20 năm công tác trong lĩnh vực tài chính, chính sách thuế và hội nhập quốc tế. Bà từng giữ chức Vụ trưởng Chính sách thuế (Tổng cục Thuế, Bộ Tài chính), năm 2016 bà trở thành ủy viên thường trực Ủy ban Tài chính Ngân sách khi ông Huệ vẫn là Phó thủ tướng.
Năm 2016, bà đắc cử Đại biểu Quốc hội Việt Nam khóa XIV với 311.541 phiếu đại diện tỉnh Nghệ An và tái đắc cử khóa XV tiếp tục đại diện tỉnh Nghệ An. Bà sau đó được giữ chức Phó Chủ nhiệm Ủy ban Tài chính, Ngân sách của Quốc hội, Phó Chủ tịch Nhóm nghị sĩ hữu nghị Việt Nam - Adécbaigian
Sau khi ông Vương Đình Huệ làm Chủ tịch Quốc hội, bà trở thành Phu nhân Chủ tịch Quốc hội. Với tư cách là Phu nhân Chủ tịch Quốc hội, bà Chi đã cùng chồng đón tiếp và gặp mặt các Chủ tịch Quốc hội nước ngoài đến thăm Việt Nam. Nhưng bà chưa cùng chồng công du ra nước ngoài vì bận làm công việc của Đại biểu Quốc hội. 

## Gia đình
Bà kết hôn với ông Vương Đình Huệ nguyên Chủ tịch Quốc hội, không rõ thời gian cả 2 kết hôn. 
Hiện tại chỉ có thông tin ông Huệ và bà Chi có một người con trai tên là Vương Hoàng Phương, hiện là phó trưởng phòng Thư ký - Tổng hợp của Bộ Công Thương và người con gái sinh năm 2000 tên là Vương Hà My.